# Iassenevo
Iassenevo (en russe : Муниципальный округ Ясенево) est un district municipal de la ville de Moscou, dépendant administrativement du district administratif sud-ouest.
 Il comptait 176 358 habitants en 2021.

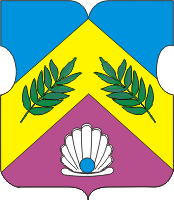
Armes du district
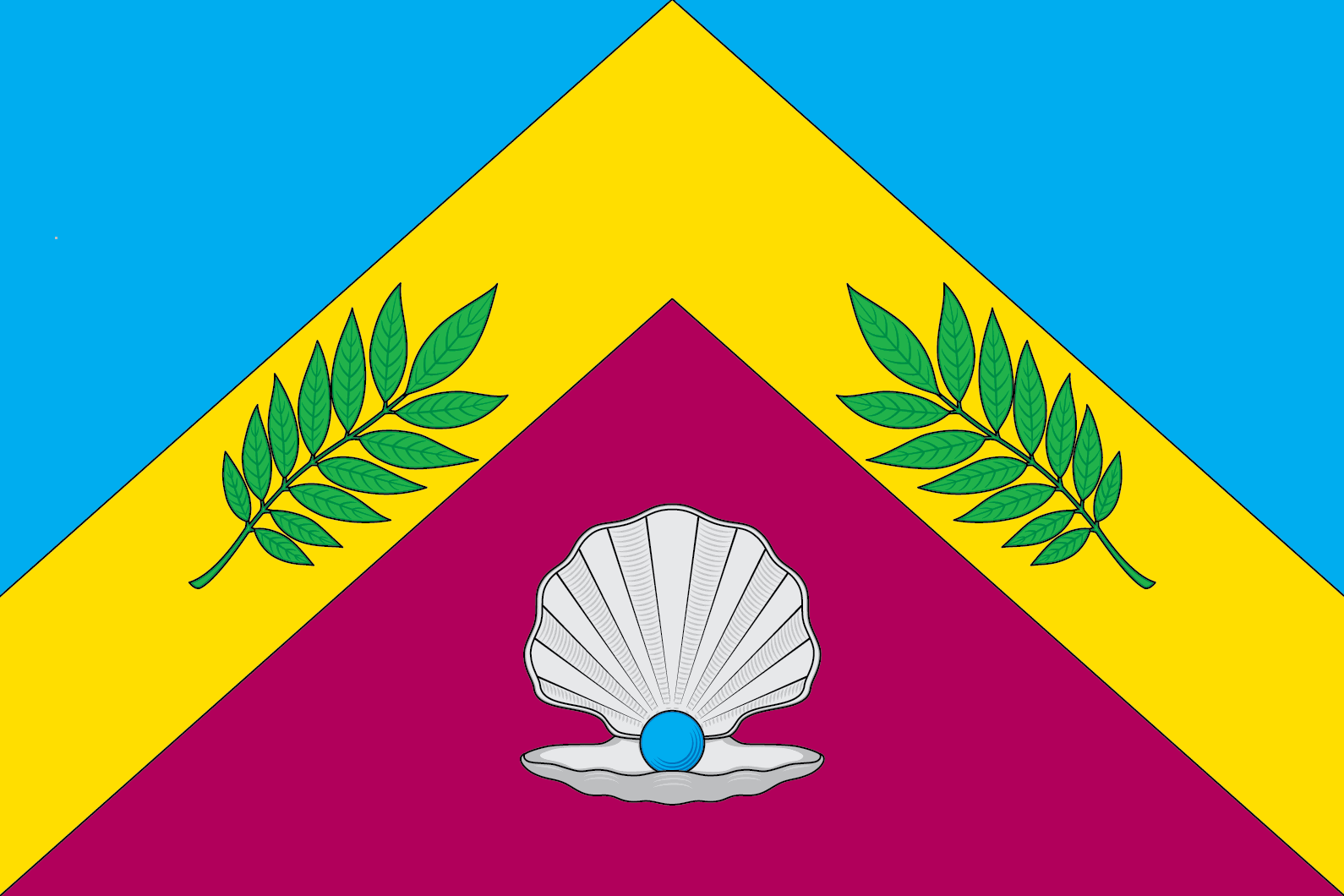
Drapeau du district

## Histoire
Il est connu à cause de son emplacement, situé non loin du quartier général du Service des renseignements extérieurs de Russie (SVR) (ancienne Première direction générale du KGB) ou le « Langley[Lequel ?] russe[pas clair] »[réf. nécessaire].
Le quartier général du SVR (55° 35′ 11″ N, 37° 31′ 04″ E) se trouve au 38e km des boulevards périphériques extérieurs (MKAD, Московская кольцевая автодорога - МКАД) en face du quartier Iassenevo.

## Architecture

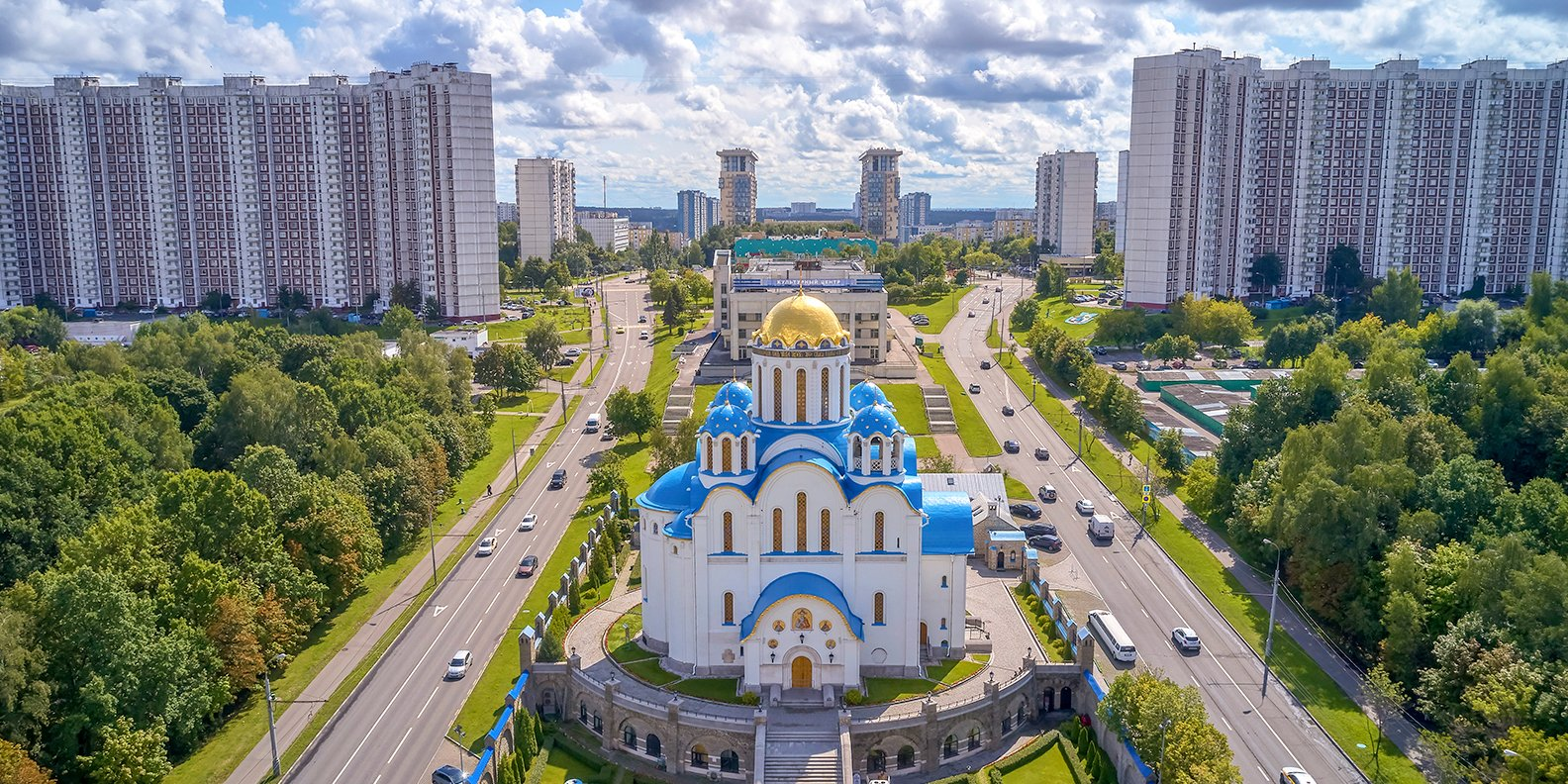
Vue du centre du district, avec l'église de l'Intercession terminée en 2015.

- Château d'Ouzkoïe

## Transports
Il est notamment desservi par la station Bittsevski park, de la ligne Boutovskaïa (ligne 12) du métro de Moscou.